# Jørgen Poulsen (Politiker, 1920)
Jørgen Johannes Louis Poulsen (* 15. Oktober 1920 in Nanortalik; † 25. Oktober 1973 im Meer bei Utoqqarmiut) war ein grönländischer Landesrat, Katechet, Lehrer und Schafzüchter.

## Leben
Jørgen Poulsen war der Sohn des Oberkatecheten Jakob Hans Gerhardt Isak Poulsen und seiner Frau Dorthe Frederikke Elisabeth Tobiassen. Er ließ sich bis 1938 an Grønlands Seminarium zum Katecheten ausbilden und arbeitete anschließend im Süden Grönlands. Ab 1966 arbeitete er als Schafzüchter und war ab 1972 als Hilfslehrer in Tasiusaq und Nanortalik tätig. Er wurde erstmals von 1963 bis 1966 in den Landesrat gewählt. Für den folgenden Landesrat stellte er sich nicht auf, trat aber 1971 als Vertreter für Marius Abelsen an. Als dieser 1972 plötzlich verstarb, ersetzte Jørgen Poulsen ihn. Am 25. Oktober 1973 befand er sich auf einem Hubschrauberflug von Nuuk nach Paamiut, als der Hubschrauber sechs Kilometer nördlich von Utoqqarmiut ins Meer stürzte, wobei alle 15 Insassen ums Leben kamen, darunter auch Poulsens Kollege Johan Knudsen. Beide wurden im Landesrat für die letzten beiden Sitzungen durch Hendrik Nielsen und Lars Godtfredsen ersetzt.